# John Kline

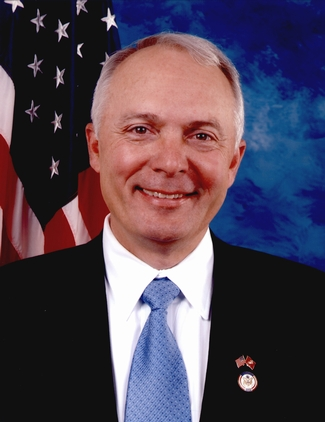
John Kline

John Paul Kline, född 6 september 1947 i Allentown i Pennsylvania, är en amerikansk republikansk politiker. Han representerade delstaten Minnesotas andra distrikt i USA:s representanthus 2003–2017.
Kline utexaminerades 1969 från Rice University. Han tjänstgjorde sedan i USA:s marinkår i Vietnamkriget. Han avlade 1988 masterexamen vid Shippensburg University of Pennsylvania. Överste Kline förde befäl över marinkårens flygstridskrafter i Somalia 1992–1993. Han fick flera utmärkelser under sin långa militära karriär.
Kline kandiderade utan framgång till representanthuset i 1998 och 2000 års kongressval. Efter två förluster mot sittande kongressledamoten Bill Luther gjorde Kline ett tredje försök och besegrade Luther med 53 procent mot 42 procent i kongressvalet 2002. Sam Garst som kandiderade för No New Taxes Party fick 5 procent av rösterna.